# Graptoguina grata
Graptoguina grata är en insektsart som beskrevs av Young 1986. Graptoguina grata ingår i släktet Graptoguina och familjen dvärgstritar. Inga underarter finns listade i Catalogue of Life.